# 名古屋城のカヤ

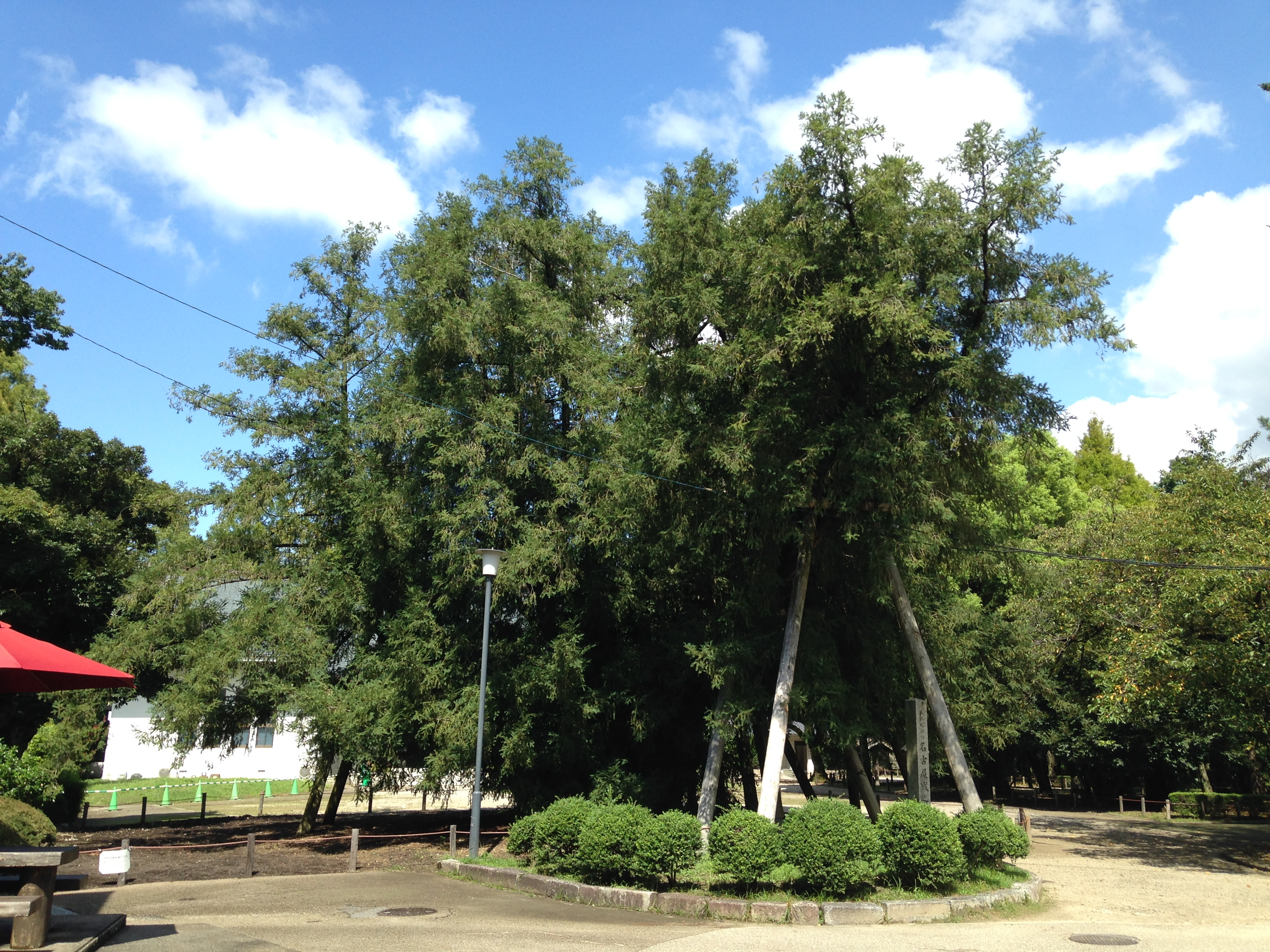
名古屋城のカヤ。2015年9月18日撮影。

名古屋城のカヤ（なごやじょうのカヤ）は、愛知県名古屋市中区本丸の名古屋城城内の西の丸にある、国の天然記念物に指定されたカヤ（榧）の巨樹である。カヤの巨樹として日本国内有数のものであることから、1932年（昭和7年）7月25日に国の天然記念物に指定されたものの、約13年後の1945年（昭和20年）5月の名古屋大空襲による戦災によって本樹の半分以上が焼失した。しかし枯死することなく奇跡的に樹勢は回復しており天然記念物の指定解除は免れている。名古屋市内に所在する唯一の国指定の天然記念物である。

## 解説

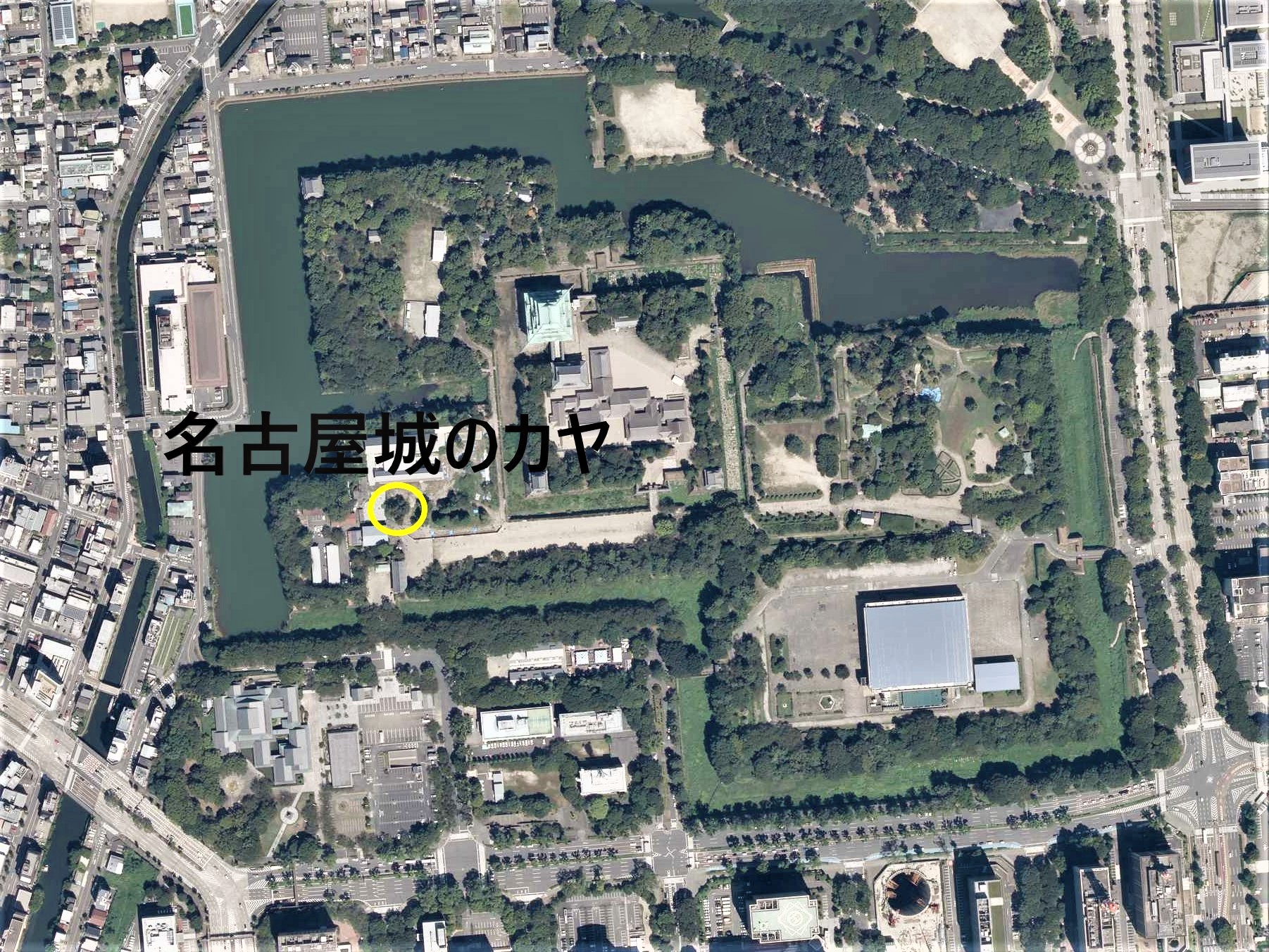
「名古屋城のカヤ」の空中写真。
名古屋城の西の丸に生育している。
。（2020年9月5日撮影の画像を使用作成）

名古屋城のカヤは、国の特別史跡である「名古屋城跡」の南西側にある正門を入ってすぐ左側の、西の丸の広場に面して生育している。この場所は名古屋城跡のエリア内であるため、カヤの木を見るのには観覧料が必要であるが、入園後は自由に見学できる。国の特別史跡に指定された城跡に付随する国の天然記念物は、江戸城跡の「江戸城跡のヒカリゴケ生育地（東京都千代田区）」と、熊本城跡の「藤崎台のクスノキ群（熊本県熊本市中央区 ）」、当記事で解説する「名古屋城のカヤ」の3件のみである。本樹はカヤの巨樹として日本国内有数のものであり、昭和7年（1932年）7月25日に国の天然記念物に指定された。指定から約13年後となる太平洋戦争末期の昭和20年（1945年）5月14日に起きた名古屋大空襲の焼夷弾により名古屋城の天守閣は全焼し、その延焼によって名古屋城のカヤは半焼してしまったが、その後枯死することなく樹勢は回復し、今日に至るまで天然記念物の指定は解除されておらず、本樹は戦災を受けつつも生き延びた経歴を持つ特異な国指定の天然記念物である。
樹齢は600年を超えていると推定されることから、名古屋城が築城される以前から当地に生育していたものと考えられ、慶長15年（1610年）の名古屋城築城の際、このカヤの樹下で徳川家康が普請の指図を行ったという伝承が残されており、家康の九男である尾張藩初代藩主徳川義直が、慶長19年（1614年）の大坂冬の陣へ出陣のおり、食事の膳にこのカヤの実を盛って必勝を祈願したという伝承も残されていることから、「必勝カヤの木」とも呼ばれている。
国の天然記念物に指定された当時の1932年（昭和7年）に計測された記録によれば、樹高約18メートル、根元の周囲約8.7メートル、目通り周囲約7.15メートル、根元から高さ15メートル付近で主幹から東北方向と東南方向の2つの枝に分かれ、枝張りは東北方向約6.37メートル、北方約19メートル、西方約14メートル、南方へ約11.63メートルという大きな規模を誇っていたという。
平成12年（2000年）に報告された「環境省巨樹・巨木林データベース」によれば、樹高は15メートル、幹囲は8.1メートルである。カヤは雌雄異株であるが名古屋城のカヤは雌株で、新しい芽や枝を盛んに伸ばし、東側にやや傾いているものの、往時の姿を戻しており、名古屋市内では唯一の国指定の天然記念物である。

## 交通アクセス
所在地
- 愛知県名古屋市中区本丸1-1[1]

交通
- 電車・地下鉄
  - 名古屋市営地下鉄名城線名古屋城駅下車 7番出口より徒歩5分[14]。
  - 名古屋市営地下鉄鶴舞線浅間町駅下車 1番出口より徒歩15分[14]。
  - 名鉄瀬戸線東大手駅下車 徒歩15分[14]。
- 自家用車
  - 名古屋高速1号楠線黒川出入口から南へ車で8分[14]。
  - 名古屋高速都心環状線丸の内出口から北へ車で5分[14]。